# Северн (Онтаріо)
Северн (англ. Severn) — містечко у графстві Сімко, провінція Онтаріо, Канада.

## Географія
Северн розташовується на південному заході Онтаріо  у графстві Сімко, розташоване між озером Кучічінґ та річкою Северн.

## Клімат
У Северні клімат гемібореальний, з холодною зимою та теплим, не спекотним, літом.
| Кліматограма Северна                                                                            | Кліматограма Северна | Кліматограма Северна | Кліматограма Северна | Кліматограма Северна | Кліматограма Северна | Кліматограма Северна | Кліматограма Северна | Кліматограма Северна | Кліматограма Северна | Кліматограма Северна | Кліматограма Северна |
| ----------------------------------------------------------------------------------------------- | -------------------- | -------------------- | -------------------- | -------------------- | -------------------- | -------------------- | -------------------- | -------------------- | -------------------- | -------------------- | -------------------- |
| С                                                                                               | Л                    | Б                    | К                    | Т                    | Ч                    | Л                    | С                    | В                    | Ж                    | Л                    | Г                    |
| 85 −12 −15                                                                                      | 73 −8 −15            | 48 −1 −11            | 107 13 −1            | 84 19 7              | 114 21 10            | 89 24 14             | 113 24 17            | 137 20 11            | 144 9 4              | 86 5 −3              | 97 −8 −11            |
| Середня макс. і мін. температури повітря (°C) Атмосферні опади (мм), за рік : 1177 мм. Джерело: |                      |                      |                      |                      |                      |                      |                      |                      |                      |                      |                      |

## Історія
Северн було створене 1 січня 1994 року, в рамках реструктуризації графства Сімко, шляхом об'єднання містечок Колдвотер, Матчедаш та Оріллі, а також частинами містечок Медонте та Тай.

## Населення
За переписом населення Канади 2016 року населення міста складає 13 477 осіб.
| 2001     | 2006     | 2011     | 2016     |
| -------- | -------- | -------- | -------- |
| → 11 135 | ↗ 12 030 | ↗ 12 377 | ↗ 13 477 |